# Église Saint-Jean-Baptiste de Bourganeuf
L'église Saint-Jean-Baptiste est une église catholique située à Bourganeuf, dans le département de la Creuse, en France.

## Historique
Bourganeuf a été un site très important quand il a été la capitale de la « Langue d'Auvergne » de l'ordre des hospitaliers de Saint-Jean-de-Jérusalem, titre conservé jusqu'en 1787 malgré un transfert à Lyon en 1750.
On ne sait pas exactement à quelle date Bourganeuf est devenue la capitale de la Langue d'Auvergne de l'ordre. Le siège a été à Lureuil, puis à Montferrand. Certains auteurs donnent la date de 1313 qui correspond à des franchises qui auraient été données à la ville, et peut-être au moment où les biens des Templiers sont attribués aux Hospitaliers. Rudolf Hiestand date du XIIIe siècle, entre 1229 et 1245, la création du grand prieuré d'Auvergne par l'éclatement de celui de Saint-Gilles. Le grand prieuré d'Auvergne comptait 53 commanderies (40 commanderies de chevaliers, 11 pour les chapelains et servants-d'armes, et le bailliage de Bourganeuf).
L'ordre a été créé à Jérusalem. Peu après des chevaliers se sont installés à Bourganeuf en 1096 ou au début du XIIe siècle. L'ordre a d'abord construit au XIIe siècle une chapelle rectangulaire de quatre travées. La façade sud est la partie la mieux conservée de l'ancienne chapelle. La façade occidentale ayant été modifiée ne permet de connaître l'aspect initial du portail. 
On a des échanges de documents concernant la proximité des bâtiments avec le domaine cistercien du Palais-Notre-Dame, dans des documents échangés entre l'abbé Bernard II (1177-1193) et frère Guillaume de Bramon, maître des hospitaliers du Limousin, de la région de Cahors et de l'Angoumois. D'autres documents existent en 1200 et 1205.
Le privilège de résidence d'un prieur a d'abord été itinérant, en fonction de sa résidence, souvent liée à des attaches familiales. En 1427, le prieur Jean de Lastic devient maître de l'Ordre. Ayant obtenu des exemptions du roi Charles VII, il entreprend des aménagements et on lui attribue la construction de la tour Zizim. Cette tour a été construite en 1484 par Guy de Blanchefort, neveu de Pierre d'Aubusson. Une inscription dans l'église indiquait qu'on avait construit « la grosse tour de Bourgueneuf et tout le bâtimen les verrines de cette église le treillons de fer ».
La ville obtient sa charte de Franchise de Jacques de Milly en 1449. Au autre maître de l'ordre, Pierre d'Aubusson, prieur vers 1474-1475, a fait des donations à sa commanderie d'origine.

## L'église
La travée du chevet est voûtée d'ogives et de liernes. On a souvent considéré que cette voûte avait été construite par les prieurs du XVe siècle. Cependant son style peut être rapproché de celui de l'église de La Souterraine qui a été construite vers 1220. Cette construction aurait été faite avant la mise en place d'un autel représentant la vie de saint Jean-Baptiste auquel on attribue un relief de cuivre émaillé se trouvant à Boston et daté de 1250-1260. La construction du XVe siècle pourrait faire référence une restauration à l'identique. On a ajouté à cette époque la grande fenêtre à meneaux flamboyants côté est. 
Le clocher qui surplombe l'église appartient au XIIIe siècle. La troisième travée de la nef semble avoir  eu un premier projet identique à la dernière travée avant que soit construite une coupole irrégulière portant le tambour du clocher. Cette disposition déroge avec les dispositions des chapelles des deux ordres militaires adoptées dans la Marche.
Les deux premières travées de l'église ont été voûtées à la fin du XVe siècle. Les chapelles ont été ensuite ajoutées à la demande des commandeurs et pour répondre aux besoins d'une grande paroisse desservie par une communauté de prêtres dont les statuts ont été enregistrés en 1506. Les quatre premières chapelles, placées de part et d'autre la nef, sont construites dans la partie occidentale de l'église.
Au début du XVIIIe siècle la flèche en pierre s'est écroulée. Elle est remplacée en 1742 par le comble actuel.
En 1839, l'état de l'église nécessite des travaux de restauration. Ils comprennent la modification des ouvertures, un revêtement peint pour cacher le «délabrement» ou la «nudité» de l'église.
La façade occidentale est remontée entre 1856 et 1857.
L'édifice est classé au titre des monuments historiques en 1913.